# 谢蒂尔·延斯鲁德
谢蒂尔·延斯鲁德（挪威語：Kjetil Jansrud，1985年8月28日—）生于罗加兰郡斯塔万格，是一名挪威男子高山滑雪运动员。

## 生平
他在小时候便随父母移居至位于奥普兰郡北弗龍的一家小村庄，三岁时他在那里开始接触滑雪，七岁时，他开始练习高山滑雪。2003年1月，他完成了个人的世界杯分站赛首秀。

## 家庭
谢蒂尔的表亲琳恩·延斯魯德是挪威的电视节目主持人。